# Diocèse de Sambie

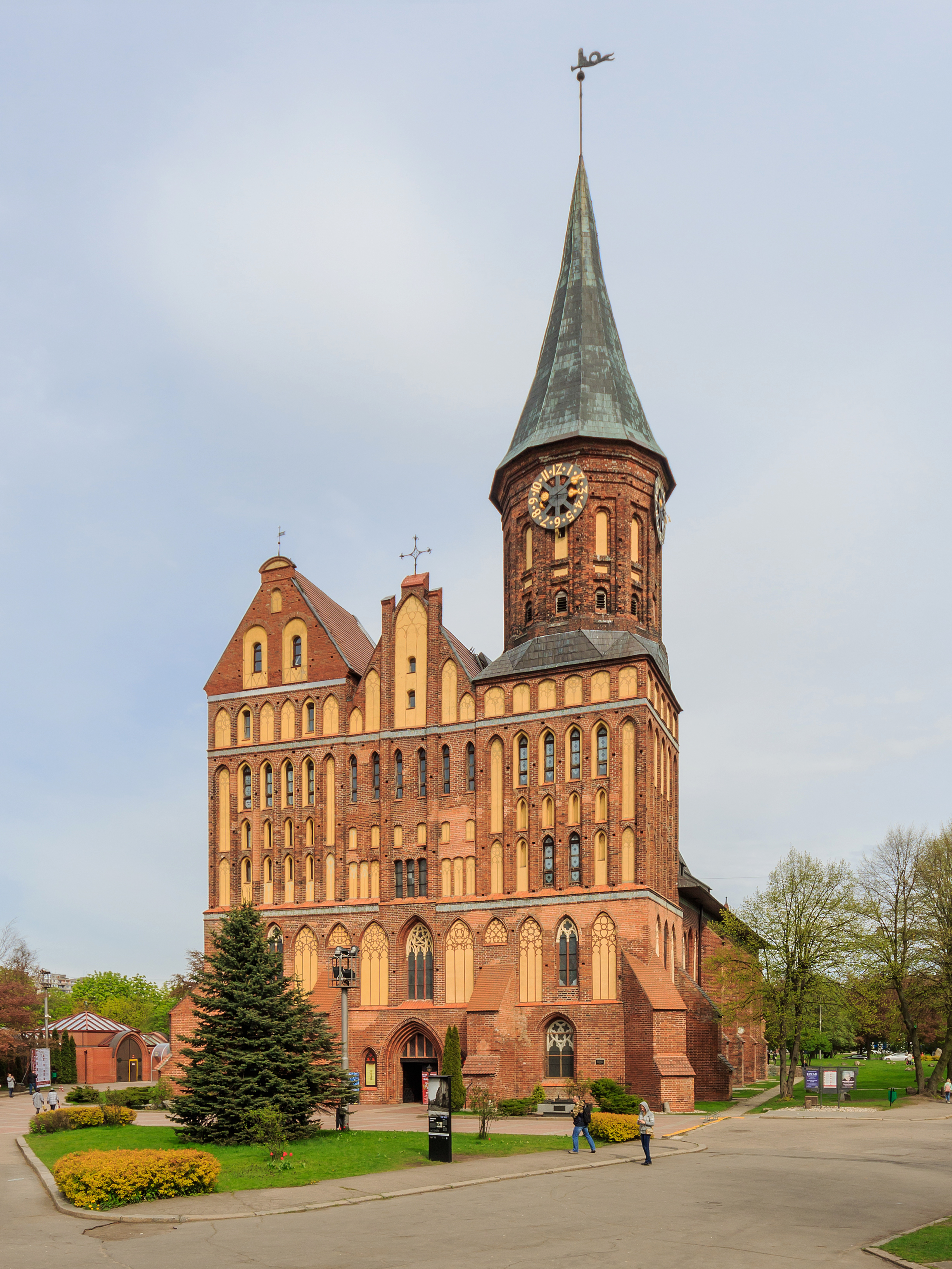
Cathédrale De Königsberg

Le diocèse de Sambie (en allemand : Bistum Samland) était un évêché fondé dans la région du Samland (Sambie) dans la Prusse médiévale. 

## Historique
Après la conquête de la Prusse par les chevaliers de l'ordre Teutonique, le légat pontifical Guillaume de Modène a mis en place une organisation ecclésistique comprenant quatre diocèses. Ces diocèses ont été érigés en tant que diocèses catholiques romains par une bulle du pape Innocent IV scellée à Anagni le 29 juillet 1243 :
- le diocèse de Culm, ou diocèse de Chelmno,
- le diocèse de Pomésanie, comprenant aussi une partie de la Pogésanie,
- le diocèse de Varmie (Ermland) ,
- le diocèse de Sambie (Samland) comprenant la Sambie, la plus grande partie de la Nadruvie et la Sudovie.

suffragants de l'archidiocèse de Riga.
Le siège du diocèse était Königsberg, jusqu'en 1523 la résidence épiscopale était à Fischhausen. 
L'évêché est devenu luthérien en 1525 siècle pendant la réforme protestante. Il a été dissous et fusionné dans l'évêché de Pomésanie après 1577. 
Le diocèse catholique a été sécularisé le 10 décembre 1525. Le titre d'évêque de Sambie a été utilisé par les évêques de Varmie (ou Warmie) jusqu'en 1773. Le diocèse de Sambie a été officiellement supprimé en 1821 par le pape Pie VII, et sa région a été incorporée dans le diocèse de Warmie. Le diocèse de Warmie a alors couvert toute la région de la Prusse orientale. En conséquence, jusqu'en 1991, les catholiques de la région de Kaliningrad étaient officiellement dépendants du diocèse de Warmie, polonais.

## Évêques

### Évêques catholiques
- Johannes von Diest (O.F.M.), de 1252 jusqu'au 4 mars 1254, puis évêque de Lübeck,
- Heinrich von Streitberg, 1254–1274,
- Hermann von Köln, 1274–1276 (mort en 1287),
- Christian von Mühlhausen, 1276–1295,
- Siegfried von Regenstein, 1295–1318,
- Vacant
- Johann von Clare, 1320–1344,
- Johann von Bludau, 1344–1358,
- (Jakob von Kulm 1344–1354)
- Bartholomäus von Radam, 1354–1378
- Thierry Tylo, du 6 février 1379 jusqu'à sa mort le 31 décembre 1385,
- Jan Rehwinkel, du 23 décembre 1474 jusqu'à sa mort le 22 février 1497,
- Nikolaus Kreuder (O.T.), du 12 mai 1497 jusqu'à sa mort le 2 juillet 1503,
- Paul von Watt, du 11 décembre 1503 jusqu'à sa mort en septembre 1505
- Günther von Bünau, de décembre 1505 jusqu'à sa mort le 14 juillet 1518,
- Georg von Polenz, (O.T.), du 23 mars 1519 jusqu'à sa démission le 30 mai 1525.

### Évêques luthériens
- Georg von Polenz, de 1525 à 1550,
- Joachim Mörlin, de 1550 jusqu'à sa mort en 1571,
- Tilemann Hesshus, de 1571 jusqu'en 1577.